# タラスコン条約
タラスコン条約 （イタリア語:Trattato di Tarascona）は、教皇ニコラウス4世、フランス王フィリップ4世、ナポリ王カルロ2世、そしてアラゴン王アルフォンソ3世の間で、シチリア晩祷戦争とアラゴン十字軍の終結を目的として合意した条約。
1291年2月19日、教皇領アヴィニョンとアルルの中間にあるタラスコンで締結。
条約によって、アルフォンソは以下の義務を負った。
- 破門を解除してもらうため、アルフォンソは自らローマへ向かうこと（教皇庁は自らが公正とみなす者にシチリア支配を任せるまで、アラゴン王を破門するとしていた）
- 教会に金30オンスの貢税を払う
- 聖地への十字軍の実施
- アルフォンソの弟にあたるシチリア王ハイメ2世配下のカタルーニャとアラゴンの全ての騎士団をシチリア島から無条件撤退させる事

彼はまた、ハイメ2世が教皇の許可もなく王国を作ることがないようにすること、カスティーリャ王サンチョ4世と共に平和を維持することを宣言した。教皇はマヨルカ王ジャウメ2世の主張を認め、ヴァロワ伯シャルルのアラゴン王叙任を破棄した。
アルフォンソは条約締結後、数か月で亡くなり条約は無効となった。調印に参加していなかったハイメ2世は、シチリアとアラゴンの王となり、どちらかを手放すことは不本意であった。しかし、時の教皇ボニファティウス8世の強い仲介が行われ、1295年、タラスコン条約に代わるアナーニ条約が調印された。